# 7157 Lofgren
7157 Lofgren este un asteroid din centura principală, descoperit pe 1 martie 1981, de Schelte Bus.